# Silvia Zanolo
Silvia Zanolo (Borgosesia, 20 dicembre 1991) è un'ex ginnasta e cheerleader italiana.
Ha militato nella Brixia Brescia, nella nazionale italiana juniores e senior di ginnastica artistica negli anni 2000 e nella nazionale italiana di Cheerleading negli anni 2010. Attualmente ricopre il ruolo di direttore tecnico della società sportiva Gym&Cheer, da lei fondata nel 2009.

## Biografia
Nata a Borgosesia nell'alto Vercellese, risiede da sempre in Valsesia, dove inizia da bambina a praticare ginnastica in una palestra locale a Prato Sesia. Successivamente comincia ad allenarsi presso la squadra di Ginnastica La Marmora di Biella.
Nel 2003 si trasferisce a Brescia, entrando tra le file della Brixia Brescia a parte una breve parentesi nel Canton Ticino. Qui iniziano ad arrivare i primi successi internazionali.
Nel 2009, dopo essere tornata nella città natale, ha fondato una propria società di ginnastica dove allena ed insegna, dedicandosi come atleta quasi interamente al cheerleading.

## Carriera Juniores

### Prime vittorie internazionali
Dopo aver iniziato ginnastica artistica a Prato Sesia ed aver militato nella squadra di Biella, viene convocata per entrare nella Brixia. Nel 2001 partecipa ai campionati di categoria a Lavagna nella categoria allieve 1º grado dove arriva con 32.800 punti in seconda posizione.
Nel 2003 partecipa agli International Children's Games a Graz dove conquista l'oro a squadre, l'argento al volteggio e il bronzo al corpo libero.
In prestito alla squadra del Canton Ticino ha vinto la classifica individuale nella finale del Campionato Svizzero della massima serie disputatasi nello stesso anno a Berna.
Dal 2004 entra nella  Italia juniores. L'esordio in nazionale junior nell’incontro Italia-Romania a Mortara la vede arrivare 7º posto assoluto.
In serie A1, con la Brixia Brescia, vince il quinto scudetto della società.
Nel 2005 nell'Incontro Italia-Spagna a Città di Castello arriva prima nell'individuale e nella gara a squadre.
Partecipa ai Children's Games di Bangkok dove vince l'oro nell'individuale, con la squadra e nel Corpo Libero, ed il bronzo alle Parallele.
Ai Campionati Italiani Assoluti di Meda arriva quinta individuale e terza al Corpo Libero.
Con la Brixia Brescia vince nuovamente lo scudetto, il 6º per la società.

### 2006: Europei di Volo
Nel 2006 vince con la Brixia Brescia il settimo scudetto, terzo consecutivo.
Viene poi convocata con la nazionale juniores (insieme alla nazionale senior con Monica Bergamelli, Carlotta Giovannini, Federica Macrì, Lia Parolari e Vanessa Ferrari) per partecipare ai Campionati Europei di Volo, in Grecia. La squadra italiana si qualifica al terzo posto, dietro a Russia e Romania. La Zanolo arriva al quarto posto al Corpo Libero. L'Italia, per la prima volta nella storia, vince una medaglia d'oro nel concorso a squadre.
Dopo alcuni mesi la Brixia ottiene un nuovo impianto sportivo, offerto dalla ditta scozzese Algeco, che prende il nome di "PalAlgeco", dove inizierà ad allenarsi insieme alle sue colleghe di squadra.
Nell'incontro Italia-Francia-Gran Bretagna-Canada a Soissons arriva nuovamente prima.

## Carriera Senior

### 2007: i Mondiali di Stoccarda
Ai Campionati Mondiali di Stoccarda, qualificanti per le Olimpiadi di Pechino, con la nazionale insieme a Francesca Benolli, Federica Macrì, Monica Bergamelli, Lia Parolari, Vanessa Ferrari e Sara Bradaschia, ottiene la quarta posizione, il miglior risultato mai raggiunto dalla nazionale italiana a un mondiale.
Nel Corpo libero, in quella occasione, ottiene un punteggio di 13,900
Con la Brixia vince nuovamente lo scudetto.

### 2008: l'incontro Italia-Gran Bretagna e l'infortunio
È l'anno della partecipazione all'incontro Italia-Gran Bretagna, svoltosi a Liverpool, dove arriva terza alle Parallele ed al Corpo Libero.
Inserita nella rosa della nazionale per le Olimpiadi di Pechino, verrà esclusa a causa di un brutto infortunio procuratosi pochi giorni prima della partenza. Sostituita da Federica Macrì, lascerà la ginnastica a livelli agonistici per far ritorno a Prato Sesia il mese successivo, annunciando sul suo profilo social di volersi dedicare ad un nuovo sport.

### Dal 2009: il cheerleading
Fondata una propria società sportiva, Silvia diviene allenatrice di ginnastica artistica e di acrobatica, insegnando in varie palestre dell'alto novarese. Si avvicina, iniziando a praticarlo, al mondo del Cheerleading, uno sport che ha molte basi in comune con la ginnastica.
Con la sua squadra Wildcats superior partecipa sia come atleta che come coach, vincendoli, i campionati nazionali nel 2012 e dal 2014 al 2016 nella categoria senior coed.
Sempre nel 2014 arriva la vittoria ai campionati europei a Bonn, nella medesima categoria, la prima nella storia per una squadra italiana.
L'impresa viene ripetuta nel 2015 a Lubiana, dove arriva la vittoria sia per la squadra mista che femminile, per un totale di tre titoli europei consecutivi.
Nello stesso anno i campioni d'Europa si qualificano per Italia's Got Talent, senza arrivare in finale.

### La nazionale, i mondiali di Orlando e nuove attività

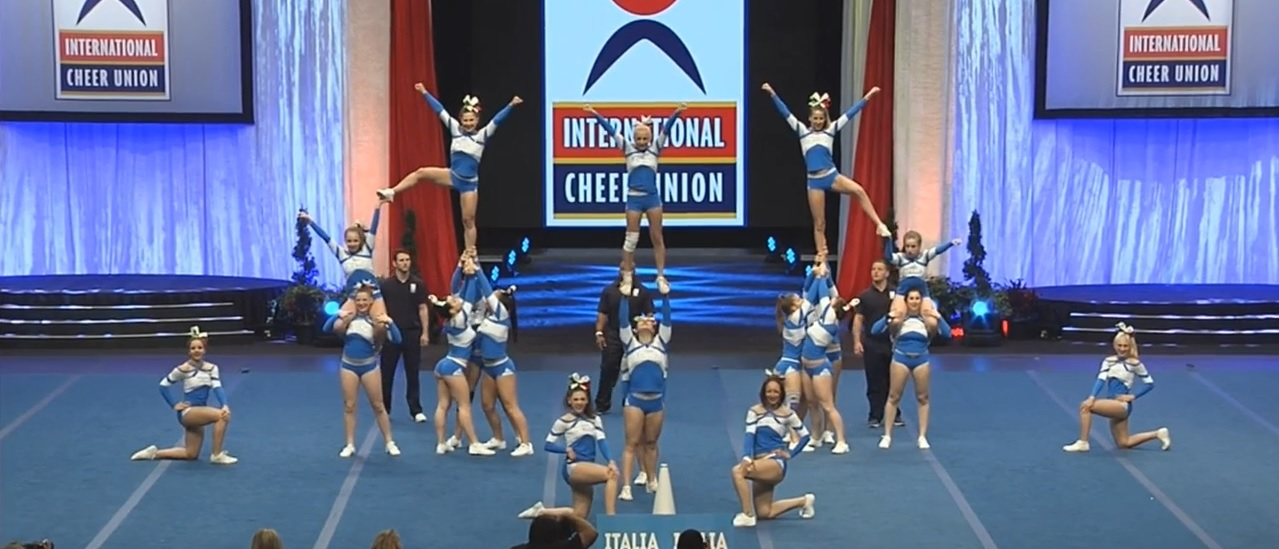
Conclusione della routine delle qualificazioni della nazionale ai mondiali 2017 di Orlando.

Nel 2016 Silvia entra nella rosa della nazionale senior all girl per partecipare ai campionati mondiali che si sono svolti ad Orlando, in Florida, il 27 ed il 28 aprile 2017 posizionandosi con la squadra da lei capitanata al sesto posto assoluto. Durante il periodo dei raduni di allenamento, nel dicembre del 2016, il cheerleading viene riconosciuto come sport olimpico.
La sua società nel 2017 è protagonista, con alcune atlete, di un docu-reality che, registrato durante l'anno, è andato in onda nel 2018 su Real Time.
A cavallo dei due decenni la sua realtà societaria Gym&Cheer si espande in diverse discipline ed anche nelle Province di Novara e Vicenza. È la prima in Italia, a partire dal 2017, ad iniziare un progetto sportivo di Cheerleading per persone diversamente abili, portando la prima squadra italiana di Cheerability a disputare una gara di livello nazionale nel 2024.